# ミナミキバシコサイチョウ
ミナミキバシコサイチョウ(学名:Tockus leucomelas)とはサイチョウ目サイチョウ科に分類される鳥類の一種。

## 形態
体長は40cmとサイチョウ科の中では中型。翼は黒く、独特な白のふちどりと斑点模様が特徴である。腹部の羽毛は白く、背中の中央には筋状に白の羽毛が生えている。尾羽は中央の羽が黒く、外側の羽が白い。脚は前側の指が3本で根元部分がつながっている。
頭部の羽毛は灰色で顔の皮膚がピンク色をしている。くちばしは黄色でややカーブ状になっている。くちばしの上部には「カスク」と呼ばれる硬い突起がある。オスはカスクがくちばしと同じ長さを持つが、メスはくちばしの半分ほどしかない。目は黄色だが、若鳥の目は灰色か茶色である。

## 生態
餌は体に似合わずに、アリを主食にクモやサソリなどの小型の動物を食べる。種子を食べることもある。
繁殖期は夏に最初の雨が降った後の9月から始まる。この鳥は巣作りの習性が特徴的で、中が空洞になった木を巣として利用する。巣作りはメスが行い、木の穴に枯葉や樹皮を中に敷き詰めた後、メスは自分のくちばしが出せる程度の5～15mmしかない狭い隙間を除いて穴を自分の排泄物で全て塞ぎ産卵の準備に入る。一回の産卵に2～6個卵を産み、4週間にわたって抱卵をする。雛が孵った後もメスは巣の中に留まり、雛が生後4週間ほどになると巣から出るが、雛たちは巣に残り、羽毛が生え揃うまで巣の中に隠れている。営巣中はメスが巣に閉じこもっているため、餌はオスが運んでメスが残した狭い隙間を通して餌を供給する。また、メスは数ヶ月の間まったく羽を使わないため、巣に閉じこもっている間に風切羽が抜け落ちる場合がある。

## 分布
アンゴラ南部とモザンビーク西側から南アフリカ北部までのサバンナと半砂漠に見られる。